# ハビ・ナバーロ
ハビ・ナバーロ(Javi Navarro)ことフランシスコ・ハビエル・ビセンテ・ナバーロ（Francisco Javier Vicente Navarro, 1974年2月6日 - ）は、スペイン・バレンシア出身の元サッカー選手。スペイン代表であった。現役時代のポジションはDF（センターバック）。

## クラブ経歴

### バレンシアCF
地元のバレンシアCFの下部組織出身で、1993-94シーズンにトップチームデビューし、このシーズンはリーグ戦4試合に出場した。1994-95シーズンは同じプリメーラ・ディビシオン（1部）のCDログロニェスにレンタル移籍し、1995-96シーズンは2位となったバレンシアCFで19試合に出場した。1996-97シーズンには膝に重傷を負い、ほぼ3年間を棒に振った。回復後の2000-01シーズンは近隣にあるセグンダ・ディビシオン（2部）のエルチェCFにレンタル移籍した。

### セビージャFC
2001年7月にはセビージャFCに完全移籍し、およそ5シーズンに渡ってパブロ・アルファロ(Pablo Alfaro)とセンターバックのコンビを組んだ。2005年3月20日、RCDマジョルカ戦でフアン・アランゴの頭部に肘が入り、アランゴが一時は危篤状態になるという事故があった。2005-06シーズンと2006-07シーズンにはUEFAカップで2連覇し、2006-07シーズンにはコパ・デル・レイで、2007年にはスーペルコパ・デ・エスパーニャでもタイトルを獲得した。2007年夏に右足首を負傷し、長期のリハビリ生活に入った。丸2年間もリハビリ生活を続けていたが、2006-07シーズンのコパ・デル・レイの決勝を最後に試合に出場することなく、2008-09シーズン終了後に35歳で現役引退した。
2010年6月にはセビージャFCのアントニオ・アルバレス新監督のアシスタントコーチに就任した。

## 代表経歴
U-16スペイン代表から各世代別のスペイン代表を経験し、1996年にはU-23スペイン代表としてアトランタオリンピックに出場した。32歳だった2006年11月15日、カディスで行われたルーマニアとの親善試合(0-1)でスペインA代表デビューした。これは、1961年に34歳でスペインA代表デビューしたフェレンツ・プスカシュに次ぐ最遅記録である。

## タイトル

### クラブ
セビージャ
- コパ・デル・レイ : 1回 (2006-07)
- UEFAカップ : 2回 (2005-06, 2006-07)
- UEFAスーパーカップ : 1回 (2006)